# Saint-Paul-et-Valmalle
Saint-Paul-et-Valmalle este o comună în departamentul Hérault din sudul Franței. În 2009 avea o populație de 962 de locuitori.

## Evoluția populației
| An        | 1975 | 1982 | 1990 | 1999 | 2006 | 2009 |
| --------- | ---- | ---- | ---- | ---- | ---- | ---- |
| Populație | 315  | 385  | 593  | 754  | 831  | 962  |